# Jean-Claude Servais

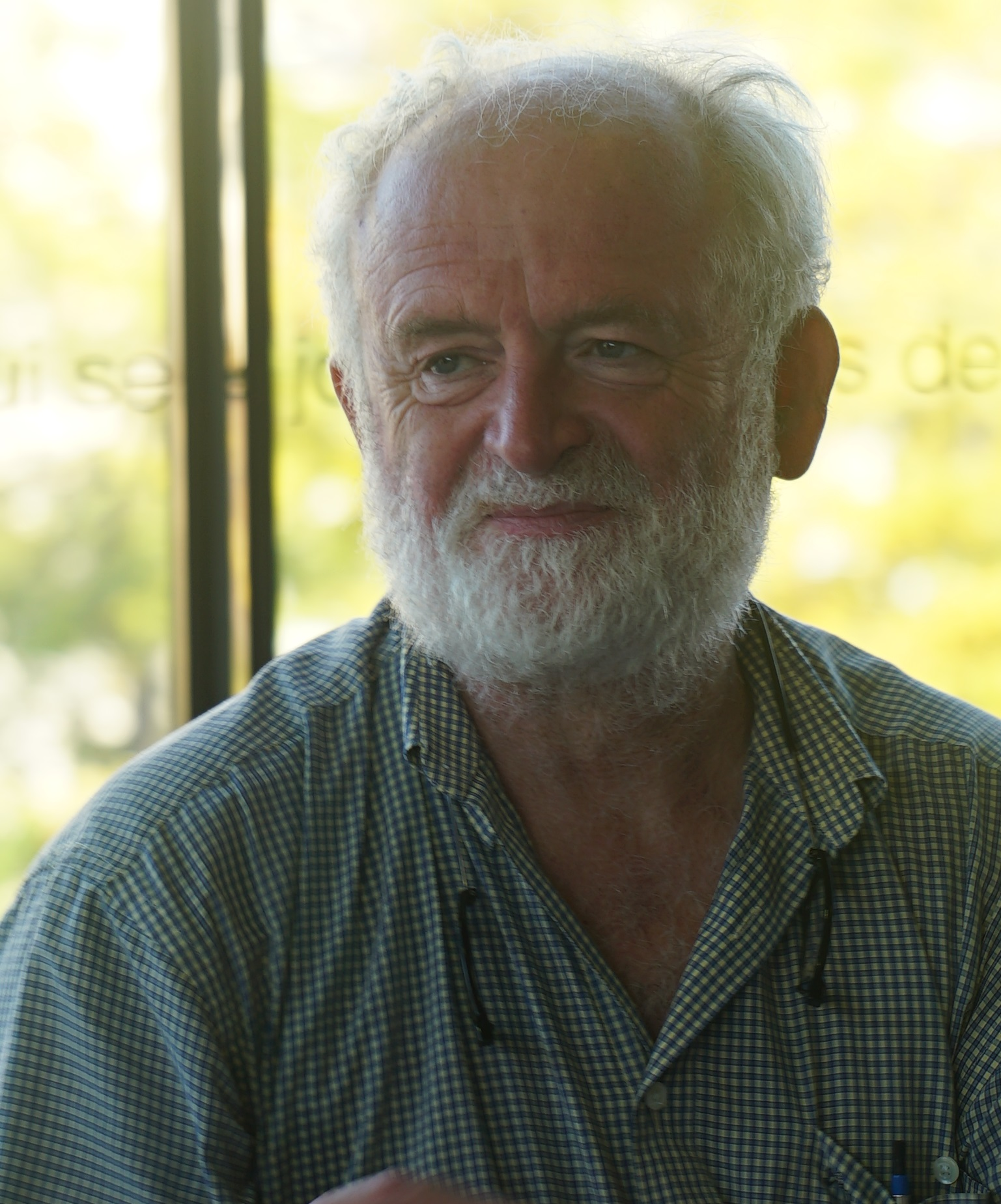
Jean-Claude Servais (2016)

Jean-Claude Servais (* 22. September 1956 in Lüttich) ist ein belgischer Comiczeichner. Er ist auch unter dem Pseudonym Jicé bekannt.
Schon während seines Studiums von 1974  bis 1976 am Institut Saint-Luc in Lüttich zeichnete er erste Comics für das Comicmagazin Spirou. Ab 1980 folgten Einzelalben mit historischen Themen. Mit dem Texter Gérard Dewamme schuf er die Graphic-Novel Tendre Violette für das Magazin (à suivre), danach folgte die Trilogie Les Saisons de la vie für den Verlag Le Lombard.
Ab 1994 schuf er die siebenteilige Serie La Mémoire des arbres für den Verlag Dupuis.

## Alben auf Deutsch
- Iriacynthe (Blue Circle, 1982)

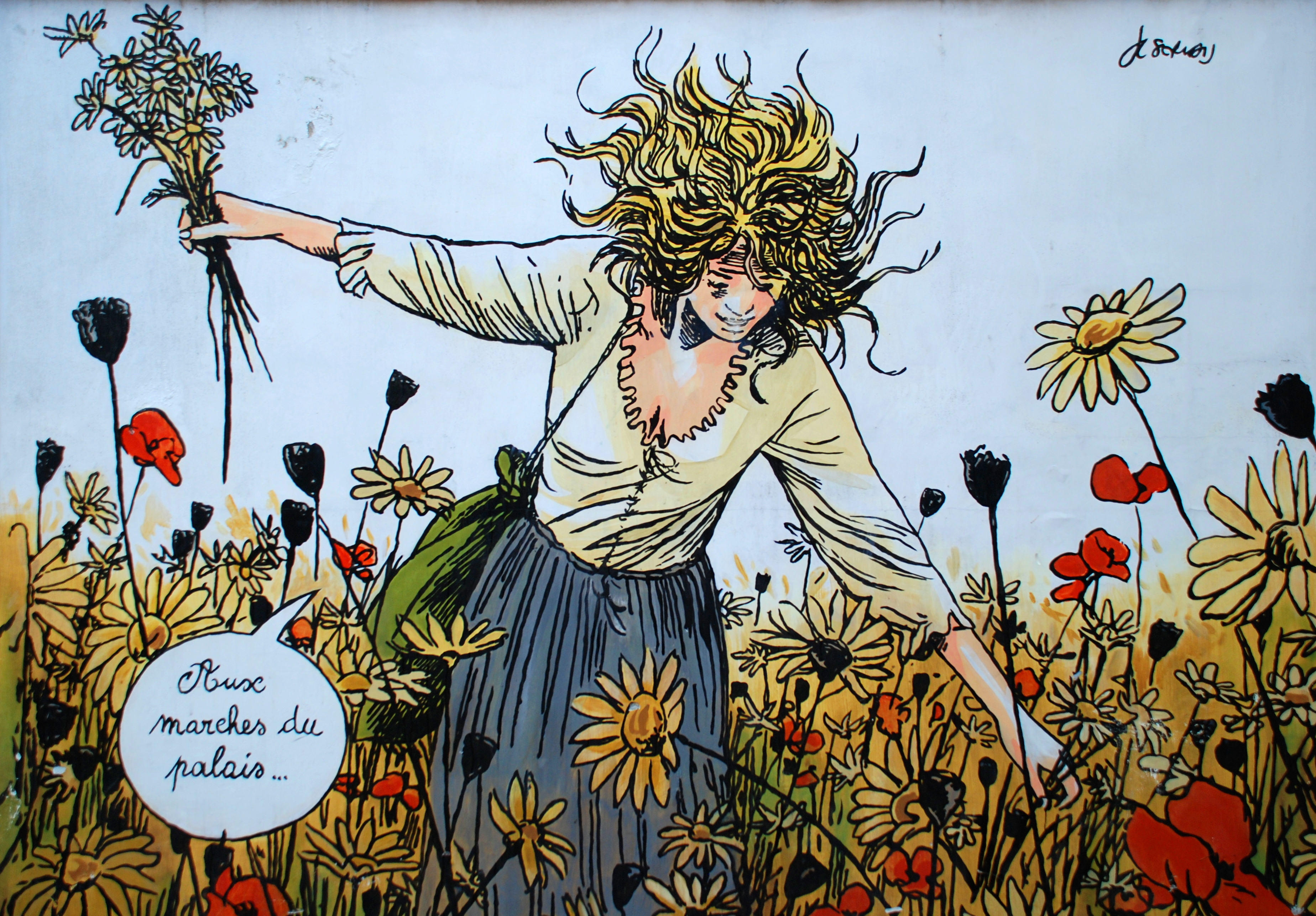
Zärtliche Violetta, Wandbild in Louvain-la-Neuve

- Zärtliche Violetta (Carlsen, 1982)
- Die Kräuterhexe (Carlsen, 1984)
- Servais (5 Alben, Epsilon, 2003–2004)